# Juan Bautista Mariscal
Juan Bautista Mariscal fue un militar y político peruano. 
En 1847 ocupó el cargo de Suprefecto de la provincia de Aymaraes. En 1866 fue director del Panóptico de Lima, establecimiento penitenciario establecido durante el gobierno del mariscal Ramón Castilla quien reconoció que ordenó el uso de azotes en los presos que estuvieron involucrados en un motín. Ese mismo año, participó en la marcha que el presidente Mariano Ignacio Prado realizó sobre Arequipa durante la Guerra civil peruana de 1867.
Fue elegido diputado por la provincia de Calca entre 1879 y 1881 durante el gobierno de Nicolás de Piérola y la guerra con Chile.  